# 高庆
高庆（1939年11月—），女，祖籍浙江嘉善，生于重庆，中国固体力学家，西南交通大学教授、博士生导师，曾任成都市政协副主席，第八、九届全国政协委员。

## 生平
1956年考入唐山铁道学院（今西南交通大学）机械系车辆专业；1961年毕业并留校任教。